# Frankenia
Genre
Classification phylogénétique

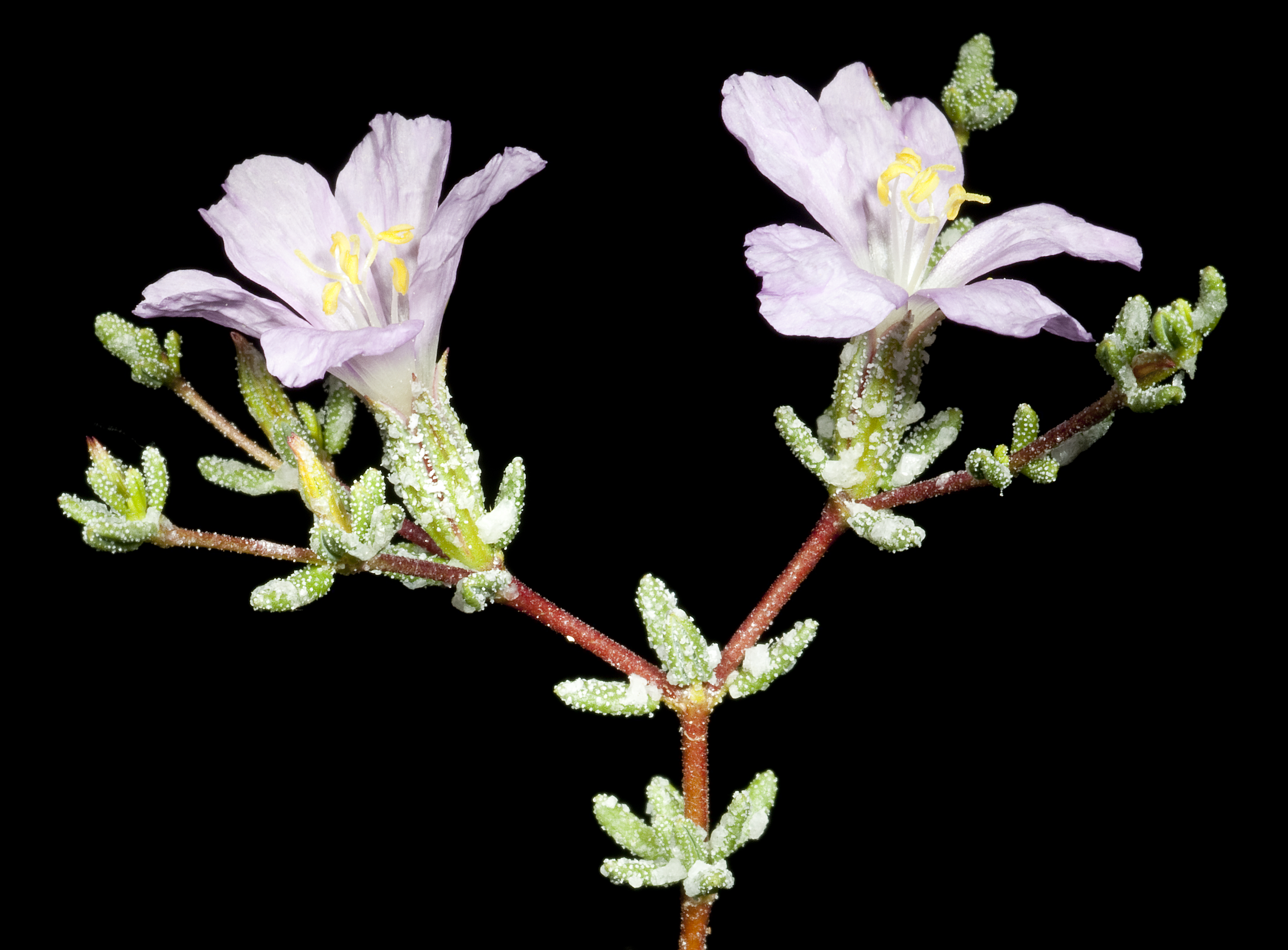
Frankenia pauciflora

Frankenia  est un genre de plantes dicotylédones de la famille des Frankeniaceae.

## Étymologie
Le nom de Frankenia a été donné en l'honneur du médecin et botaniste suédois Johan Frankenius (1590–1661).

## Liste d'espèces
- Frankenia adpressa Summerh.
- Frankenia ambita Ostenf.
- Frankenia boissieri Reut. ex Boiss.
- Frankenia brachyphylla (Benth.) Summerh.
- Frankenia bracteata Turcz.
- Frankenia bucharica Basil.
- Frankenia capitata Webb & Berthel.
- Frankenia chilensis C.Presl ex Schult. & Schult.f.
- Frankenia chubutensis Speg.
- Frankenia cinerea A.DC.
- Frankenia conferta Diels
- Frankenia confusa Summerh.
- Frankenia connata Sprague
- Frankenia cordata J.M.Black
- Frankenia corymbosa Desf.
- Frankenia crispa J.M.Black
- Frankenia cupularis Summerh.
- Frankenia decurrens Summerh.
- Frankenia densa Summerh.
- Frankenia desertorum Summerh.
- Frankenia drummondii Benth.
- Frankenia eremophila Summerh.
- Frankenia ericifolia C.Sm. ex DC.
- Frankenia fecunda Summerh.
- Frankenia fischeri Hicken
- Frankenia flabellata Sprague
- Frankenia foliosa J.M.Black
- Frankenia georgei Diels
- Frankenia glomerata Turcz.
- Frankenia gracilis Summerh.
- Frankenia gypsophila I.M.Johnst.
- Frankenia hamata Summerh.
- Frankenia hirsuta L.
- Frankenia hispidula Summerh.
- Frankenia interioris Ostenf.
- Frankenia irregularis Summerh.
- Frankenia jamesii Torr. ex A.Gray
- Frankenia johnstonii Correll
- Frankenia juniperoides (Hieron.) M.N.Correa
- Frankenia laevis L.
- Frankenia latior Sprague & Summerh.
- Frankenia laxiflora Summerh.
- Frankenia magnifica Summerh.
- Frankenia margaritae Medrano
- Frankenia microphylla Cav.
- Frankenia muscosa J.M.Black
- Frankenia orthotricha (J.M.Black) J.M.Black
- Frankenia pallida Boiss.
- Frankenia palmeri S.Watson
- Frankenia parvula Turcz.
- Frankenia patagonica Speg.
- Frankenia pauciflora DC.
- Frankenia planifolia Sprague & Summerh.
- Frankenia plicata Melville
- Frankenia pomonensis Pohnert
- Frankenia portulacifolia (Roxb.) Spreng.
- Frankenia pseudoflabellata Summerh.
- Frankenia pulverulenta L.
- Frankenia punctata Turcz.
- Frankenia repens (P.J.Bergius) Fourc.
- Frankenia salina (Molina) I.M.Johnst.
- Frankenia scabra Lindl.
- Frankenia serpyllifolia Lindl.
- Frankenia sessilis Summerh.
- Frankenia setosa W.Fitzg.
- Frankenia stuartii Summerh.
- Frankenia subteres Summerh.
- Frankenia syrtica (Maire & Weiller) Brullo & Furnari
- Frankenia tetrapetala Labill.
- Frankenia thymifolia Desf.
- Frankenia triandra Remy
- Frankenia tuvinica Lomon.
- Frankenia uncinata Sprague & Summerh.
- Frankenia vidalii Phil.

## Systématique
Le nom correct complet (avec auteur) de ce taxon est Frankenia L..
Frankenia a pour synonymes :
- Anthobryum Phil.
- Beatsonia Roxb.
- Franca Boehm.
- Hypericopsis Boiss.
- Menetho Raf.
- Niederleinia Hieron.
- Nothria P.J.Bergius
- Streptima Raf.
- Tetreilema Turcz.